# Horisme genuflexa
Horisme genuflexa là một loài bướm đêm trong họ Geometridae.